# Testpsychologie
Die Testpsychologie ist ein Zweig der Differentiellen Psychologie, jenem Teilgebiet, das von dem deutschen Psychologen und Philosophen William Stern (1871–1938) eingeführt wurde. Sie beschäftigt sich mit den Unterschieden im Erleben und Verhalten zwischen einzelnen Menschen bzw. zwischen Gruppen von Menschen, die mittels psychologischer Tests erfasst werden und versucht, diese zu beschreiben und auf ihre Bedingungen zurückzuführen.
Der Begriff wurde früher häufig verwendet, weil Tests zum Teil verabsolutierend eingesetzt wurden. Nach einer Phase der Kritik an Tests, erfolgte eine Neuorientierung der Sicht auf den gesamten diagnostischen Prozess, wo Tests nur eine Möglichkeit der Informationsgewinnung darstellen.
In der modernen psychologischen Diagnostik wird dieser Begriff nicht mehr verwendet, weil Tests nur eine von vielen Methoden der Datengewinnung sind und ein teilweise abwertender, auf diese Methoden beschränkter Gebrauch konstatiert wird (Psychologe als Testknecht). Psychometrie oder (diagnostische) Verfahrenstheorie überschneiden sich inhaltlich mit Testpsychologie.
Die Testpsychologie bezieht sich im klassischen Sinne auf Entwicklung und Anwendung Psychologischer Tests.
Siehe auch: Psychologische Diagnostik